# صوفي تارنر (عارضة أزياء)
صوفي تارنر (بالإنجليزية: Sophie Turner) وهي عارضة أزياء وشخصية تلفزيونية و محامية أسترالية ولدت في يوم 30 أبريل 1984 في مدينة ميلبورن في أستراليا كما أنها مثلت في بعض المسلسلات الأسترالية.

## روابط خارجية
- صوفي تارنر على موقع IMDb (الإنجليزية)
- صوفي تارنر على موقع قاعدة بيانات الفيلم (الإنجليزية)